# Décembre 1874

## Événements
- 1er décembre : assuré du soutien des milieux d’affaires de Barcelone et de l’armée, le conservateur Cánovas del Castillo lance un appel à l’insurrection.

- 3 décembre : Robert Atkinson Davis remplace Marc-Amable Girard comme premier ministre du Manitoba.

- 28 décembre : Pronunciamiento du général Arsenio Martínez Campos à Sagonte. La monarchie, seul espoir de retrouver un semblant d’ordre, est rétablie.

- 29 décembre : début du règne d'Alfonso XII (Alphonse XII) en Espagne (fin en 1885). Fin de la première République espagnole.

## Naissances
- 17 décembre : William Lyon Mackenzie King, premier ministre.

## Décès
- 17 décembre : Hiram Blanchard, premier ministre de la Nouvelle-Écosse.
- 22 décembre : Étienne Parent, journaliste et politicien.
- 28 décembre : François Broustin, homme politique belge.